# إيرينا باكوس
إيرينا باكوس (بالإنجليزية: Irena Backus)‏ هي مؤرخة سويسرية وبريطانية، ولدت في 10 أبريل 1950، وتوفيت في 13 يونيو 2019 في جنيف في سويسرا.

## وصلات خارجية
- إيرينا باكوس على موقع IMDb (الإنجليزية)